# Die Freundin
Die Freundin (català: L'Amiga: La revista de l'amistat ideal) va ser una revista setmanal lèsbica alemanya publicada entre 1924 i 1933. Va ser la primera publicació periòdica lèsbica del món, seguida de Frauenliebe and Die BIF, fundades en 1926. La revista l'editava a Berlín la Bund für Menschenrecht (català: Lliga pels Drets Humans), una associació de persones homosexuals que va arribar a 48 000 membres la dècada de 1920. L'activista i editor gai Friedrich Radszuweit dirigia la publicació.
Die Freundin i altres revistes lèsbiques de l'època com Frauenliebe (Amor de dones) oferien una perspectiva tant educativa com política, adaptada a la cultura local. S'hi publicaven articles, relats i novel·les curtes. Hi van contribuir pioneres del moviment lèsbic de l'època, com ara Selli Engler i Lotte Hahm. També hi havia anuncis d'establiments d'oci dirigits a lesbianes i una secció de contactes per conéixer altres dones. Grups de dones relacionats amb la Bund für Menschenrecht oferien una agenda de lectures, xarrades i espectacles que suposava una alternativa d'oci als bars. El setmanari criticava sovint les dones que "només atenien al seu plaer", amb alguns articles que demanaven a les dones "No anar a entretenir-se mentre milers de les nostres germanes ploren les seues vides amb desesperació".
La publicació va afrontar alguns problemes legals durant la República de Weimar, i una llei de "protecció del jovent" la va obligar a canviar de nom a Ledige Frauen (Dones fadrines) entre 1928 i 1929. Die Freundin i la resta de publicacions lèsbiques i gais van ser prohibides pels nazis quan van arribar al poder en 1933.